# 微電極 (電生理學)
微電極（microelectrode）是一種非常小的電極，被使用在電生理學中來記錄神經信號或是神經組織的電刺激。起初是使用玻璃吸量管微電極，後來則使用絕緣電線。絕緣電線的微電極使用具有高杨氏模量的惰性金屬所製成，例如钨、不鏽鋼、铂、銥氧化物，並使用玻璃或聚合物絕緣體，以及外露的導電探針尖。最近在印刷術上的進步，則促成了矽電極的使用。

## 外部連結
- Principles of Medical Electronics and Biomedical Instrumentation, Figure 4.6 (d), 玻璃吸量管微電極（Glass Pipette Microelectrode）
- IEEE life sciences, Spike Sorting
- allitwares > Brain-to-computer-interface hardware moves from the realm of research